# Prostituição na Internet
A Internet tornou-se um dos métodos preferenciais de comunicação para a prostituição, pois tanto clientes quanto profissionais do sexo ficam menos vulneráveis a prisões e agressões, além de se tratar de um meio conveniente.

## Origens e evolução da publicidade
Durante a segunda metade do século XX, a maior parte da prostituição fora das ruas era anunciada localmente por meio de anúncios pessoais na imprensa impressa ou por meio de cartões-postais expostos em vitrines de estabelecimentos, como lojas de jornais. Como referências diretas à prostituição não eram aceitáveis, os anúncios eram redigidos com eufemismos – por exemplo, utilizando a expressão “peito avantajado à venda”.
Em cidades maiores, eram afixados nos caixas telefônicas anúncios em forma de “cartões de prostituta”.
No ano 2000, a expansão da Internet e do acesso a ela permitiu que alguns na indústria do sexo enxergassem-na como ferramenta de marketing. Com o aumento do uso da rede, a utilização desse meio pela indústria do sexo também cresceu.
Em 2007, Harriet Harman, então Ministra das Mulheres no Reino Unido, pressionou a Newspaper Society – órgão representativo dos jornais locais – a não publicar anúncios de serviços sexuais. Em consequência, a sociedade atualizou suas diretrizes em 2008, proibindo efetivamente tais anúncios.
Dispositivos móveis, como os smartphones, ampliaram ainda mais o uso da Internet tanto em geral quanto para sites de prostituição.
Na Holanda, até meados da década de 2010, a Internet passou a ser uma plataforma importante para atrair clientes, com trabalhadoras de acompanhantes anunciando seus números de telefone móvel online.

## Tipos de plataformas e sites

### Sites de listagem
Houve um aumento no número de sites de listagem de acompanhantes/prostituição, que anunciam tanto profissionais independentes quanto de agências. Alguns sites são gratuitos, enquanto outros cobram para inserir anúncios ou oferecem recursos adicionais mediante pagamento. Um exemplo notório é o site The Erotic Review.

### Fóruns
Inicialmente, fóruns foram alguns dos primeiros espaços online utilizados por acompanhantes. Contudo, com o surgimento de outras mídias sociais, seu uso diminuiu. Hoje, é simples para profissionais do sexo independentes criarem seus próprios sites para anunciar os serviços prestados.

## Avaliações e feedback
Diversos sites contam com seções onde clientes podem deixar avaliações sobre as profissionais do sexo. Alguns críticos externos à indústria consideram essas avaliações degradantes para as acompanhantes, porém a maioria dos envolvidos na área não compartilha dessa visão.
A prática de postar avaliações online remonta a 1999, com a criação do site The Erotic Review, que permite aos clientes classificar suas experiências com profissionais do sexo.
Originalmente, o site Punternet era o principal espaço de avaliações, mesmo após receber publicidade negativa de Harriet Harman e Vera Baird.
Mais recentemente, o Adultwork acumulou um maior número de avaliações, e o site UK Punting, fundado em 2010, restringe as avaliações apenas aos comentários de clientes, sem participação dos próprios profissionais do sexo.
Livros que avaliam os provedores de serviços sexuais no Reino Unido são publicados por George McCoy desde 1996, e, em 2013, McCoy administrava um site que avaliava mais de 5.000 salões de massagem e profissionais individuais.

## Segurança dos profissionais do sexo
Alguns dos primeiros sites – principalmente fóruns – dispunham de seções para divulgação de avisos sobre clientes perigosos, chamados de “clientes duvidosos” (e, em menor escala, de más acompanhantes).
Como tais avisos estavam espalhados por diversas páginas, manter as informações atualizadas era um processo moroso. Em 2006, discutiu-se a criação de um site centralizado de avisos, atualizado automaticamente via feeds RSS. Ficou acordado que um novo site, o Saafe, concentraria esses alertas.
O site foi lançado em janeiro de 2007, mas o sistema centralizado não alcançou o desempenho esperado e o projeto foi encerrado em 2010.
Em dezembro de 2011, Lynne Featherstone, então Ministra da Igualdade, anunciou que o Home Office destinaria £108.000 para criar uma rede online nacional que agregasse e distribuísse informações entre os esquemas que permitem a denúncia de incidentes violentos por profissionais do sexo – os chamados esquemas "Ugly Mugs". Esse valor financiaria um projeto piloto de 12 meses, conduzido pela UK Network of Sex Work Projects (UKNSWP).
Em 6 de julho de 2012, foi lançado o Projeto Piloto Nacional Ugly Mugs,
que se mostrou bem-sucedido, continuando após os 12 meses iniciais.

## Mídias Sociais
Com o surgimento das mídias sociais, tanto profissionais do sexo quanto agências de acompanhantes passaram a usar sites como Facebook e Twitter para divulgar seus serviços.

Devido às suas diretrizes mais flexíveis, o Twitter tornou-se o mais popular para esse fim.O uso de fóruns diminuiu com o avanço das redes sociais.

## Pagamentos Online
O surgimento de sistemas de pagamento online permitiu que profissionais e agências de acompanhantes recebessem pagamentos pelos serviços prestados. Quando o PayPal foi lançado em 2001, profissionais do sexo figuravam entre seus primeiros clientes.Posteriormente, o PayPal alterou suas políticas e deixou de permitir que profissionais do sexo utilizassem o sistema.
Em 2013, a agência de acompanhantes Passion VIP, de Birmingham, Inglaterra, tornou-se a primeira a aceitar a moeda virtual Bitcoin.

## Controvérsias

### Caso Punternet
Em 2009, Harriet Harman solicitou ao então governador da Califórnia, Arnold Schwarzenegger, que fechasse o site Punternet. Ela afirmou que o site aumentava a demanda por prostituição no Reino Unido – atividade que, segundo ela, era degradante para as mulheres e as colocava em risco.Apesar do pedido, o site, hospedado na Califórnia, permaneceu ativo e, com o aumento do tráfego gerado pela publicidade negativa, os proprietários agradeceram o impulso nos negócios.
Em janeiro de 2010, durante um debate na Westminster Hall sobre violência contra as mulheres, a então Procuradora Geral Vera Baird reiterou o pedido de fechamento do site.

### Fraude de agências de acompanhantes falsas
Em 2010, o Trading Standards de Suffolk iniciou a Operação Troy, visando agências de acompanhantes online fraudulentas. Essas agências prometiam altos ganhos para recrutar profissionais do sexo, cobrando uma taxa de inscrição sem que houvesse efetiva prestação de serviços.
Em julho de 2013, seis integrantes da quadrilha responsável foram condenados; a líder, Toni Muldoon, recebeu uma pena de sete anos e meio, e estimou-se que a fraude tenha arrecadado £5,7 milhões de 14.000 vítimas.

### Caso Adultwork
O Adultwork é um site do Reino Unido que permite aos profissionais do sexo detalhar os serviços oferecidos antes de serem contratados. O site é financiado pelos próprios trabalhadores, que pagam para ter seus perfis exibidos. Em fevereiro de 2014, uma mulher da Irlanda do Norte, sem identificação divulgada, processou o site por uso não autorizado de fotos íntimas, recebendo £28.000 de indenização.

## Contexto local

### No Reino Unido
Além das controvérsias envolvendo sites e agências, medidas legislativas foram adotadas para reduzir a publicidade de serviços sexuais na mídia impressa, o que contribuiu para a migração dos anúncios para a Internet.

### Em Israel e Contexto Regional
A prostituição – definida como a realização de atividade sexual em troca de pagamento ou outra vantagem – também se expandiu para o ambiente online, englobando tanto o contato virtual que resulta em encontros presenciais quanto a execução de atos sexuais no ambiente virtual.
Em Israel, a partir de julho de 2020, foi promulgada a "Lei de Proibição do Consumo de Prostituição", que pune a demanda por serviços sexuais, com o objetivo de reduzir a prostituição por meio de ações combinadas de educação, conscientização e apoio à reintegração social.
Durante a segunda metade do século XX, a maior parte da prostituição não vinculada às ruas era divulgada por anúncios pessoais na imprensa e por distribuição física de cartões. Com a chegada da Internet nos anos 1990, o setor passou a utilizá-la como ferramenta de marketing.
A literatura também distingue entre:
Serviços Sexuais Diretos: onde o contato inicial ocorre online, mas o ato sexual se desenvolve no ambiente físico (por exemplo, na casa do cliente ou em quartos privados).
Serviços Sexuais Indiretos: nos quais tanto o contato quanto a execução do ato se dão online, incluindo chats, trocas de imagens e vídeos – ampliando a definição de prostituição para englobar também a prestação de serviços eróticos sem contato físico.

### Brasil
No Brasil, a plataformização do trabalho tem se expandido como um modelo que transfere riscos e custos para os trabalhadores, sob a justificativa da autonomia e do empreendedorismo. Essa dinâmica, já evidente em setores como transporte e entrega por aplicativo, também se manifesta no trabalho sexual, particularmente na internet. A prostituição não é considerada crime no país quando exercida por adultos de forma voluntária, mas práticas como o rufianismo – a exploração da prostituição alheia – são criminalizadas. No entanto, a falta de regulamentação específica coloca os trabalhadores sexuais em situação de vulnerabilidade, sem direitos trabalhistas, segurança social ou garantias jurídicas, agravando a precarização da atividade.
Outro risco enfrentado é a "higienização" das plataformas, que buscam atrair investidores e se distanciar de conteúdos sexuais. Situações como o banimento de pornografia no Tumblr, em 2018, evidenciam como medidas moralistas afetam desproporcionalmente comunidades LGBTQIA+ e artistas independentes. No Brasil, essa exclusão digital impacta trabalhadoras sexuais que, diante da estigmatização e da dificuldade de acesso ao mercado formal, utilizam esses espaços como fonte de renda e rede de apoio. A narrativa do empreendedorismo, amplamente difundida no país, mascara a precarização do trabalho e ignora as barreiras estruturais enfrentadas por esses profissionais, especialmente mulheres, pessoas trans e indivíduos racializados.

## Prostituição de menores
Em 1996, durante o Primeiro Congresso Mundial contra o Abuso Sexual Comercial de Crianças, definiu-se que a prostituição de menores inclui a exploração sexual ou qualquer atividade sexual envolvendo crianças menores de 18 anos, ou o recrutamento de menores em troca de dinheiro ou outras vantagens.
No ambiente online, essa exploração pode ocorrer via relações virtuais – incluindo “videoconferências” e contatos via câmeras – com pagamentos realizados por meio de cartões de crédito.
Em Israel, além da alta incidência de menores em diversas comunidades, relatam-se dificuldades em identificar e intervir, dado o caráter sigiloso dessas atividades e a percepção dos próprios jovens de que participam voluntariamente, embora frequentemente em contextos de vulnerabilidade. Adicionalmente, a redução da idade de ingresso no mundo sexual, em alguns casos a 13–14 anos – abaixo da idade de consentimento legal – tem sido relatada.
Legislações específicas e esforços conjuntos entre autoridades e organizações de apoio têm sido implementados para identificar, proteger e oferecer tratamento tanto a vítimas quanto a infratores dessa exploração.

## Novas plataformas
A pesquisa sobre a prostituição na Internet ainda é incipiente, embora a atividade esteja em expansão.A popularização de smartphones e equipamentos de gravação de alta qualidade, presentes em dispositivos móveis, facilita tanto a criação quanto o consumo de conteúdo erótico. Soluções tecnológicas que permitem pagamentos anônimos e internacionais também ampliam o acesso a esses serviços. Por exemplo, dados divulgados pelo Pornhub em 2020 indicaram que 76% dos acessos eram realizados por dispositivos móveis.

### Redes Sociais e Sites por Assinatura
Plataformas de navegação por assinatura, como o Pornhub e o OnlyFans, permitem a publicação e compartilhamento de vídeos e imagens eróticas. Tais plataformas difuminam as barreiras tradicionais da prostituição, visto que os seguidores podem solicitar conteúdos específicos sem que os produtores sejam rotulados formalmente como “trabalhadores do sexo”. Além disso, sites de encontros voltados para trocas de presentes ou apoio financeiro – em que, em troca de apoio monetário, há a oferta de encontros digitais ou presenciais – também se inserem nesse contexto.

## Impacto da pandemia de COVID‑19
Após 2020, com a disseminação global do coronavírus, tanto o negócio de acompanhantes quanto a prostituição de rua foram fortemente impactados. Para evitar o contágio, clientes passaram a marcar encontros online, tomando cuidados especiais com máscara, desinfetante e outros insumos para sexo seguro. Simultaneamente, diante da crise econômica, muitos usuários passaram a prestar apoio financeiro online a profissionais do sexo, que vinham enfrentando dificuldades financeiras.

## Links Externos
- Esquema Nacional Ugly Mugs
- Serviço Ugly Mugs para Irlanda e Reino Unido